# 1791 na literatura

## Nascimentos
| Data | Nome | Profissão | Nacionalidade | Observações | Ref |
| ---- | ---- | --------- | ------------- | ----------- | --- |

## Mortes
| Data           | Nome                               | Profissão                               | Nacionalidade | Observações | Ref |
| -------------- | ---------------------------------- | --------------------------------------- | ------------- | ----------- | --- |
| 2 de Abril     | Honoré Gabriel Riqueti de Mirabeau | jornalista, escritor, político e orador | França        | n. 1749     |     |
| 17 de Setembro | Tomás de Iriarte                   | escritor e crítico de música            | Portugal      | n. 1750     | .   |